# Niall Ferguson
Niall Campbell Douglas Ferguson /ˈniːl ˈfɜːɡəsn/ (n. 18 de abril de 1964, en Glasgow) es un historiador, escritor y profesor conservador británico. Se especializó en historia económica y financiera, así como en la historia del colonialismo. Tiene la cátedra Laurence A. Tish de Historia en la Universidad de Harvard y la cátedra William Ziegler de Administración de negocios en la Harvard Business School. Fue educado en la institución privada Glasgow Academy de Escocia y en el Magdalen College de la Universidad de Oxford.
En 2008, Ferguson publicó The Ascent of Money: A Financial History of the World (El triunfo del dinero: cómo las finanzas mueven el mundo), que fue también presentado como una serie televisiva en el Channel 4 del Reino Unido.

## Carrera académica
- 1987–1988 Hanseatic Scholar
- 1992–2000 Miembro y tutor en Historia moderna, Jesus College, Universidad de Oxford[cita requerida]
- 2000–2002 Profesor de Historia política y financiera, University of Oxford
- 2002–2004 Cátedra John Herzog de Historia financiera en el Stern School of Business de la Universidad de Nueva York
- 2004-presente. Cátedra Laurence A. Tisch de Historia en la Universidad de Harvard y cátedra William Ziegler de Administración de negocios en el Harvard Business School. También ha aceptado una cátedra en Historia y Relaciones Internacionales en el London School of Economics a partir de 2010.[5]

## Obras

### The Cash Nexus
En su libro de 2001, The Cash Nexus, que escribió después de un año como miembro Houblon-Norman en el Banco de Inglaterra, Ferguson sostiene que el dicho popular «el dinero mueve el mundo» está equivocado; en su lugar, sustentó que las acciones humanas en la historia estaban motivadas por algo más que cuestiones económicas.

### ColossusyEmpire
En sus libros Colossus y Empire, Ferguson presenta una visión matizada y parcialmente apologética del Imperio británico y propone que las políticas modernas del Reino Unido y Estados Unidos, al tomar un rol más activo en resolver conflictos surgidos en los Estados fallidos, son análogas a las políticas de «anglicización» adoptadas por el Imperio británico a lo largo del siglo XIX.

### War of the World
Publicado en 2006, este libro le tomó al autor diez años de trabajo y contiene un análisis exhaustivo de la barbarie del siglo XX. Ferguson muestra cómo una combinación de volatilidad económica, imperios en decadencia, dictadores psicopáticos y violencia motivada (e institucionalizada) racial o étnicamente tuvo como resultado guerras y genocidios en lo que denomina la «Edad del Odio de la Historia».
The New York Times Book Review calificó a La guerra del mundo como uno de los cien libros más notables del año en 2006, mientras que el International Herald Tribune lo llamó «uno de los intentos más intrigantes de un historiador para explicar la inhumanidad del hombre hacia el hombre». Ferguson se refiere a la paradoja de que, a pesar de que el siglo XX fue «tan sangriento», fue también «una época de progreso [económico] sin paralelo». Al igual que en su obra anterior Imperio, War of the World fue acompañada por una serie televisiva en el Channel 4 presentada por Ferguson.

### The Ascent of Money
Publicada en 2008, The Ascent of Money examina la larga historia del dinero, crédito y la banca. En este libro, Ferguson predice una crisis financiera como resultado de la economía mundial y, en particular, el uso excesivo del crédito por parte de los Estados Unidos. Específicamente, cita la dinámica China-América a la que se refiere como «Chimerica», donde un «exceso de ahorro» asiático ayudaba a crear la crisis de las hipotecas subprime con un aflujo de dinero fácil.

### Civilización
Publicado en 2011, Civilization: The West and the Rest examina lo que Ferguson llama la «pregunta más interesante» de nuestros días: «¿Por qué, comenzando alrededor de 1500, algunas pequeñas naciones en el extremo occidental de la masa terrestre eurasiática llegaron a dominar al resto del mundo?» The Economist en una crítica escribió:

El señor Ferguson comienza con el éxito abrumador de la civilización europea. En 1500 las futuras potencias imperiales de Europa controlaban el 10 % de los territorios del mundo y generaban poco más del 40 % de su riqueza. En 1913, en el apogeo del imperialismo, Occidente controlaba casi el 60 % de los territorios, que en conjunto generaban casi el 80 % de la riqueza. Este hecho sorprendente se pierde, lamenta, en una generación que ha suplantado la historia con un relativismo débil que sostiene que «todas las civilizaciones son de alguna manera iguales».

Ferguson atribuye esta divergencia al desarrollo occidental de seis «aplicaciones esenciales» que faltan en gran parte en otras partes del mundo:«competencia, ciencia, estado de derecho, medicina, consumismo y ética laboral». Ferguson comparó y contrastó cómo las «aplicaciones esenciales» de Occidente permitieron que Occidente triunfara sobre «el resto». Por lo tanto, Ferguson argumentó que la competencia salvaje entre los comerciantes europeos creó mucha más riqueza que la sociedad estática y ordenada de los Qing en China; que la tolerancia extendida a pensadores como Sir Isaac Newton en Inglaterra no tuvo equivalente en el Imperio Otomano donde el observatorio «blasfemo» de Takiyuddin fue demolido por contradecir las enseñanzas del Islam. Esa tolerancia aseguraba que la civilización occidental era capaz de hacer avances científicos que la civilización islámica nunca podría. Por otro lado el respeto por la propiedad privada era mucho más fuerte en la América británica que en la América española, lo que llevó a Estados Unidos y Canadá a convertirse en sociedades prósperas, mientras que América Latina estaba y sigue sumida en la pobreza. Sin embargo, Ferguson también argumentó que el Occidente moderno había perdido su ventaja y el futuro pertenece a las naciones de Asia, especialmente a China, que ha adoptado las «aplicaciones esenciales» de Occidente. Ferguson argumenta que, en los próximos años, se verá un declive constante de Occidente, mientras que China y el resto de las naciones asiáticas serán las potencias emergentes. Un documental relacionado Civilization: Is the West History? fue transmitido como una serie de seis partes en Channel 4 entre marzo y abril de 2011.

### Kissinger: 1923-1968: el idealista
Kissinger el idealista, Volumen I, publicado en septiembre de 2015, es la primera parte de una biografía planificada de dos partes de Henry Kissinger basada en un acceso sin precedentes a sus documentos privados. El libro comienza con una cita de una carta que Kissinger escribió en 1972. El libro examina la vida de Kissinger que pasa de ser un refugiado y huir de Alemania en 1938, a servir en el ejército estadounidense como un «hombre libre» en la Segunda Guerra Mundial, y a estudiar en Harvard. El libro también explora la historia de Kissinger que se unió a la administración Kennedy y luego se volvió crítico de su política exterior, para apoyar a Nelson Rockefeller en tres candidaturas presidenciales fallidas, para finalmente unirse a la administración Nixon. El libro también incluye la evaluación temprana de Kissinger de la guerra de Vietnam y sus esfuerzos para negociar con los norvietnamitas en París. The Economist escribió en una crítica sobre The Idealist: «El señor Ferguson, un historiador británico también profesor de Harvard, en el pasado a veces ha producido un trabajo apresurado y desigual. No aquí. Te guste o no el señor Kissinger este es un trabajo académico apasionante». En una crítica negativa de The Idealist, el periodista estadounidense Michael O'Donnell cuestionó la interpretación de Ferguson de las acciones de Kissinger previas a la elección de Nixon como presidente. En dos entregas de su serie de comentarios ganadores del National Magazine Award, enviados desde la prisión por el escritor Barrett Brown, acusaron a Ferguson de «rarezas éticas», incluida la afirmación de que el libro de Ferguson contiene una «necro-calumnia demostrablemente falsa» sobre el historiador Howard Zinn.

### The Square and the Tower
Publicado en 2018. En este libro Ferguson muestra como la humanidad se ha organizado en dos tipos de sociedades: La jerarquía y las redes. De esta manera, el autor recorre la historia desde el siglo XV hasta nuestros días y muestra como estas dos tipos de sociedades han interactuado, chocado y colaborado entre sí. Haciendo uso de recursos novedosos para un historiador, como es la teoría de grafos y redes expuesta en la primera parte del libro,  Ferguson pretende explicar nuestra actualidad conflictiva donde la comunicación esta migrando de los medios tradicionales centralizados ( televisión , radio, etc) a las redes sociales descentralizadas, como un análogo a lo que sucedió con el invento de la imprenta en el siglo XV, que al igual que el Internet permitió una difusión masiva, descentralizada y barata de información y así mismo generó cambios que derivaron en conflictos políticos , polarización y guerras (ejemplificado con la reforma y contrarreforma) . De esta manera, Ferguson llama a esta época the first networked age (capítulo 12) siendo nuestra era actual the second networked age. A partir de este libro se escribió la serie Networld que el escritor presenta en el canal PBS

## Ámbitos de análisis

### Los Rothschilds
Ferguson escribió dos volúmenes sobre la prominente familia Rothschild: The House of Rothschild: Volumen 1: Profetas del dinero: 1798-1848 y The House of Rothschild: Volumen 2: The World's Banker: 1849-1999. Estos libros fueron el resultado de una investigación de archivo original. Los libros ganaron el Wadsworth Prize for Business History y también fueron preseleccionados para el Jewish Quarterly-Wingate Literary Award y el American National Jewish Book Award.
Los libros fueron aclamados por algunos historiadores, a pesar de que recibieron algunas críticas. John Lewis Gaddis, un historiador de la época de la Guerra Fría, elogió el «rango incomparable, productividad y visibilidad» de Ferguson, al tiempo que criticaba el libro como poco convincente y con afirmaciones contradictorias. El gran historiador marxista Eric Hobsbawm elogió a Ferguson como un excelente historiador, pero lo criticó como «nostálgico del imperio». En una crítica de un libro posterior de Ferguson, La guerra del mundo: La era de odio de la historia, un crítico de The Economist dijo que muchos consideran los dos libros de Ferguson sobre los Rothschild como «uno de los mejores estudios de este tipo».

### Historia contrafactual
Ferguson a veces defiende la historia contrafactual, también conocida como historia «especulativa» o «hipotética», y editó una colección de ensayos, titulada Historia virtual: alternativas y contrafactuales (1997), que explora el tema. A Ferguson le gusta imaginar resultados alternativos como una forma de enfatizar los aspectos contingentes de la historia. Para Ferguson, las grandes fuerzas no hacen historia; los individuos la hacen, y nada está predeterminado. Por lo tanto, para Ferguson, no hay caminos en la historia que determinarán cómo van a funcionar las cosas. El mundo no progresa ni retrocede; solo las acciones de los individuos determinan si viviremos en un mundo mejor o peor. Su defensa del método ha sido controvertida dentro del campo. En una crítica de 2011 del libro de Ferguson Civilization: The West and the Rest, Noel Malcolm (investigador principal de historia en el All Souls College de la Universidad de Oxford) afirmó que: «Los estudiantes pueden encontrar esta introducción intrigante a una amplia gama de la historia humana; pero obtendrán una idea extraña de cómo se llevará a cabo el devenir histórico, si lo aprenden de este libro».

### Elección de Trump
Sobre el ascenso del candidato presidencial del Partido Republicano Donald Trump, Ferguson dijo a principios de 2016:

Si uno se toma la molestia de leer algunos serios análisis de los apoyos de Trump, uno se da cuenta de que es algo muy frágil y es muy poco probable que brinde lo que se necesita en la primera fase crucial de las primarias ... Cuando lleguemos a marzo y abril, todo habrá terminado. Creo que va a haber una catarsis maravillosa, estoy deseando que llegue: la humillación de Trump.

Finalmente, Trump ganó la nominación.
Tres semanas antes de las elecciones presidenciales de Estados Unidos en 2016, Ferguson dijo en una entrevista que «todo había terminado para Donald Trump»; que «Trump se había inflamado en los tres debates presidenciales»; que, «No creo que pueda haber ninguna sorpresa de último minuto para rescatarlo [a Trump]»; que no había esperanza de que Donald Trump ganara votantes independientes y que Trump «subiera como candidato», y agregó que «me parece claro que ella [Hillary Clinton] va a ser la primera mujer presidenta de los Estados Unidos. La única pregunta es cuán malo es que su derrota [de Trump] afecte a los candidatos para el Senado, candidatos a la Cámara». Trump fue elegido presidente y el Partido Republicano, aunque perdía escaños, retuvo el control de ambas cámaras del Congreso.

### El «nuevo orden mundial» de Trump
En un artículo de noviembre de 2016 en The Boston Globe, Ferguson advirtió que el entonces candidato presidencial estadounidense Donald Trump debería apoyar los esfuerzos de la primera ministra Theresa May para que lograr la salida del Reino Unido de la Unión Europea como la mejor manera de dividir la UE, y firmar un tratado de libre comercio con el Reino Unido una vez que se completase el Brexit. Ferguson informó que Trump debería dar «reconocimiento» a Rusia como una «gran potencia», y debería trabajar con el presidente Vladímir Putin al darle a Rusia una esfera de influencia en Eurasia y Medio Oriente. En la misma columna, Ferguson aconsejó a Trump que no participara en una guerra comercial con China, y trabajara con el presidente Xi Jinping para crear una asociación chino-estadounidense. Ferguson argumentó que Trump y Putin deberían trabajar por la victoria de Marine Le Pen y el Frente Nacional en las elecciones francesas de 2017, argumentando que Le Pen era la política francesa más compatible con la administración Trump. Ferguson argumentó que una entente de Trump, Putin, Xi, May y Le Pen era la mejor esperanza del mundo para conseguir la paz y la prosperidad.

## Publicaciones
- Ferguson, Niall (2018).The Square and The Tower: Networks and Power, from Freemasons to Facebook. Nueva York: Penguin Random House ISBN 9780735222915
- Ferguson, Niall (2010). High Financier: The Lives And Times Of Siegmund Warburg. Nueva York: Penguin. ISBN 9781594202469.
- Ferguson, Niall (2008). The Ascent of Money: A Financial History of the World. Londres: Allen Lane. ISBN 978-1846141065.
- Ferguson, Niall (2006). The War of the World: History's Age of Hatred. Londres: Allen Lane. ISBN 0-7139-9708-7. (también una serie en el Channel 4)[9]
- Ferguson, Niall (2003). Empire: The Rise and Demise of the British World Order and the Lessons for Global Power. Nueva York: Basic Books. ISBN 0-465-02328-2.
- Ferguson, Niall (2005). 1914. Pocket Penguins 70s S. Londres: Penguin Books Ltd. ISBN 0-14-102220-5.
- Ferguson, Niall (2004). Colossus: The Rise And Fall Of The American Empire. Gardners Books. ISBN 0-7139-9770-2.
- Ferguson, Niall (2003). Empire: How Britain Made the Modern World. Londres: Allen Lane. ISBN 0-7139-9615-3.
- Ferguson, Niall (2001). The Cash Nexus: Money and Power in the Modern World, 1700-2000. Londres: Allen Lane. ISBN 0-7139-9465-7.
- Ferguson, Niall (1999) [1997]. Virtual History: Alternatives and Counterfactuals. Nueva York: Basic Books. ISBN 0-465-02322-3.
- Ferguson, Niall (1999) [1998]. The Pity of War. Nueva York: Basic Books. ISBN 0-465-05711-X.
- Ferguson, Niall (1999). The House of Rothschild: The World's Banker, 1849–1999. Nueva York: Viking. ISBN 0-670-88794-3.
- Ferguson, Niall (1998). The World's Banker: The History of the House of Rothschild. Londres: Weidenfeld & Nicolson. ISBN 0-297-81539-3.
- Ferguson, Niall (1998). The House of Rothschild. Nueva York: Viking. ISBN 0-670-85768-8.
- Ferguson, Niall (1995). Paper and Iron: Hamburg Business and German Politics in the Era of Inflation, 1897–1927. Cambridge: Cambridge University Press. ISBN 0-521-47016-1.

### Como colaborador
- «Europa nervosa». En: Nader Mousavizadeh ed. (1996), The Black Book of Bosnia (New Republic/Basic Books, pp. 127‑32
- «The German inter-war economy: Political choice versus economic determinism». En: Mary Fulbrook, ed. (1997), German History since 1800. Arnold, pp. 258‑278
- «The balance of payments question: Versailles and after». En: Manfred F. Boemeke, Gerald D. Feldman y Elisabeth Glaser, eds. (1998). The Treaty of Versailles: A Reassessment after 75 Years. Cambridge: Cambridge University Press, pp. 401‑440
- «“The Caucasian Royal Family”: The Rothschilds in National Contexts». En: R. Liedtke ed. (1999), “Two Nations”: The Historical Experience of British and German Jews in Comparison. J.C.B. Mohr.
- «Academics and the Press». En: Stephen Glover, ed. (1999). Secrets of the Press: Journalists on Journalism. Penguin, pp. 206‑220
- «Metternich and the Rothschilds: A reappraisal». En: Andrea Hamel y Edward Timms, eds. (1999). Progress and Emancipation in the Age of Metternich: Jews and Modernisation in Austria and Germany, 1815–1848. Edwin Mellen Press, pp. 295‑325
- «The European economy, 1815‑1914». En: T.C.W. Blanning ed. (2000). The Short Oxford History of Europe: The Nineteenth Century. Oxford: Oxford University Press, pp. 78‑125
- «How (not) to pay for the war: Traditional finance and total war». En: Roger Chickering y Stig Förster eds. (2000). Great War, Total War: Combat and Mobilization on the Western Front. Cambridge: Cambridge University Press, pp. 409‑34
- «Introduction». En: Frederic Manning, ed. (2000). Middle Parts of Fortune. Penguin, pp. vii-xviii
- «Clashing civilizations or mad mullahs: The United States between informal and formal empire». En: Strobe Talbott, ed. (2001), The Age of Terror. Basic Books, pp. 113‑41
- «Public debt as a post-war problem: The German experience after 1918 in comparative perspective». En: Mark Roseman, ed. (2002), Three Post-War Eras in Comparison: Western Europe 1918-1945-1989. Palgrave-Macmillan, pp. 99‑119
- «Das Haus Sachsen-Coburg und die europäische Politik des 19. Jahrhunderts». En: Rainer von Hessen, ed. (2002). Victoria Kaiserin Friedrich (1840–1901): Mission und Schicksal einer englischen Prinzessin in Deutschland. Campus Verlag, pp. 27‑39
- «Max Warburg and German politics: The limits of financial power in Wilhelmine Germany». En: Geoff Eley y James Retallack, eds. (2003). Wilhelminism and Its Legacies: German Modernities, Imperialism and the Meaning of Reform, 1890-1930. Berghahn Books, pp. 185‑201
- «Introduction». En: J. H. Plumb (2003). The Death of the Past. Palgrave Macmillan, pp. xxi-xlii
- «Globalization in Historical Perspective: The Political Dimension». En:Michael D. Bordo, Alan M. Taylor y Jeffrey G. Williamson, eds. (2003), Globalization in Historical Perspective (National Bureau of Economic Research Conference Report) University of Chicago Press.
- «Introduction to Tzvetan Todorov». En: Nicholas Owen, ed. (2003). Human Rights, Human Wrongs: Oxford Amnesty Lectures. Amnesty International.
- «The City of London and British imperialism: New light on an old question». En: Youssef Cassis y Eric Bussière, eds. (2004). London and Paris as International Financial Centres in the Twentieth Century. Oxford: Oxford University Press, pp. 57‑77
- «A bolt from the blue? The City of London and the outbreak of the First World War». En: Wm. Roger Louis, ed. (2005), Yet More Adventures with Britainnia: Personalities, Politics and Culture in Britain. I.B. Tauris, pp. 133‑145
- «The first “Eurobonds”: The Rothschilds and the financing of the Holy Alliance, 1818–1822», En: William N. Goetzmann y K. Geert Rouwenhorst eds. (2005). The Origins of Value: The Financial Innovations that Created Modern Capital Markets. Oxford: Oxford University Press, pp. 311‑323
- «Prisoner Taking and Prisoner Killing in the Age of Total War». En: George Kassemiris, ed. (2006), The Barbarization of Warfare. Nueva York: New York University Press, pp. 126‑158
- «The Second World War as an economic disaster». En: Michael Oliver, ed. (2007), Economic Disasters of the Twentieth Century. Edward Elgar, pp. 83‑132
- «The Problem of Conjecture: American Strategy after the Bush Doctrine». En: Melvyn Leffler y Jeff Legro, eds. (2008). To Lead the World: American Strategy After the Bush Doctrine. Oxford: Oxford University Press.

### Documentales en televisión
- Empire (2003)
- American Colossus (2004)
- The War of the World (2006)
- The Ascent of Money (2008)
- Civilization 1, 2, 3, 4" BBC (2011)
- Networld (2020)[18]